# Cosalit
Cosalit – minerał z grupy siarczków. Jego nazwa pochodzi od kopalni Cosala w Meksyku, gdzie po raz pierwszy został opisany w 1968 roku przez Fredericka Gentha. Nazywany bywa także bjelkit, nazwa ta pochodzi od kopalni Bjelke w Nordmark w Szwecji.
Cosalit ma słaby pleochroizm. Główne zanieczyszczenia tego minerału to miedź (Cu) oraz żelazo (Fe). Jest kruchy. Występuje w skupieniach miotełkowych, promienistych lub ziarnistych. Towarzyszą mu siarczek bizmutu, miedzi i ołowiu, a także kwarc Powstaje w procesach hydrotermalnych; rzadki. Barwa stalowoczarna, szara, srebrna lub biała.
Znaleźć go można w Deer Park w stanie Waszyngton, Red Mountain w zachodnim Kolorado, Arizonie, w Kanadzie w Ontario i Caribou Mine, w miejscowości Hurky w Czechach, Kara Oba w Kazachstanie, Carrock Fell Mine w Anglii, Rumunii, New England Range (Nowa Południowa Walia) i Amparindravato na Madagaskarze. W Polsce występuje w Grabinie, Żółkiewce i Kletnie.